# 行星風系
地表的風可分為行星風系與地方風系。
行星風系的理論有三個假設條件：
1. 地軸不傾斜
2. 地表無海陸差異
3. 地表無高度差異

在這三個假設條件下，地球所有熱量均來自太陽，又因緯度高低的不同，太陽照射角度的差異，造成低緯度地區接收較多太陽輻射，較為炎熱；高緯地區較為寒冷，在赤道地區形成低壓，兩極形成高壓，中間則還有相間的高、低壓帶。
實際情況下，地軸傾斜23.5度。太陽每日直射地點不斷地在移動。以北半球為例，在春分和秋分這兩天，太陽直射赤道。春分過後，太陽直射點慢慢北移。夏至時移到最北之處是北緯23.5度，即北回歸線。過了夏至，太陽逐漸南移，秋分時直射點重回赤道。冬至時是太陽直射的最南處，即為南回歸線的位置。冬至過後轉而往北，到春分時又回到了赤道。南、北回歸線會在23.5度這樣一個特定的數字，以及地球有一年四季的變化，根本原因皆和地軸和黃道面垂直所夾的傾斜角密切相關。
在解釋地中海型氣候的特徵時，「風帶季移」是一個很重要的因素。而行星風系中，風帶和氣壓帶就是隨著一年四季太陽照射點的不同而移動，春到夏季漸往北移，秋到冬季往南移。所以「南北緯30－40度的陸地西岸」形成夏乾冬雨的地中海型氣候。
夏季時，副熱帶高壓北移到30－40度地區的上空，因下沉氣流旺盛導致氣候乾燥少雨。冬季時，整個風帶和氣壓帶南移，此時西風帶移到30－40度的上空，為南、北緯30－40度地帶來海洋的水氣。

風帶分為：
1. 赤道低壓帶（又稱 間熱帶輻合區（I.T.C.Z））
2. 副熱帶高壓帶（馬緯度無風帶）
3. 信風帶（貿易風）
4. 西風帶
5. 副極地低壓帶（極圈氣旋帶）
6. 極地東風帶
7. 極地高壓帶[3]

## 相關參考
- 大氣環流（Atmospheric circulation）
- 低緯度（哈德萊）環流（Hadley cell）
- 中緯度（費雷爾）環流（Ferrel cell）
- 極地環流（Polar cell）